# Michael Jackson (radialista)
Michael Jackson (Londres, 16 de abril de 1934 – 15 de janeiro de 2022) foi um radialista britânico radicado nos Estados Unidos que fez sucesso na Califórnia com um talk-show radiofônico.

## Prêmios e honrarias
Ele foi repetidamente eleito a Personalidade Britânica de Rádio do Ano. A rainha Elizabeth da Grã-Bretanha e o presidente da França, François Mitterrand; ambos homenagearam Jackson com a mais Excelente Ordem do Império Britânico e uma apresentação do Prêmio Legião Francesa do Mérito, respectivamente. Ele possui um doutorado honorário em direito da Western School of Law; e seus pares reconheceram seu estilo de entretenimento e sondagem com quatro Golden Mike Awards por excelência em transmissão de rádio. Em 1997-98, ele foi eleito o Número Um do Radio Talk como o anfitrião do ano.
Ele foi induzido no Hall da Fama do Rádio em 2003.
Há também uma estrela sua incluída na Calçada da Fama de Hollywood, que fica localizada em frente ao número 1.541 da Vine Street, que faz cruzamento com a Hollywood Boulevard. Por conta de ser homônimo ao cantor famoso, essa sua estrela foi homenageada erroneamente por fãs do cantor quando da morte do astro americano.

## Morte
Jackson morreu em 15 de janeiro de 2022, aos 87 anos de idade.

## Filmografia
| Ano       | Título                                | Papel                            | Notas                                 |
| --------- | ------------------------------------- | -------------------------------- | ------------------------------------- |
| 1964      | The Munsters                          | Anunciante de televisão          | Episode: "Low-Cal Munster"            |
| 1964      | Goodbye Charlie                       | Ele mesmo                        |                                       |
| 1964      | My Living Doll                        | Dr. Karandas                     | Episode: "Foreign Relations"          |
| 1966      | Camp Runamuck                         | Arnold Benedict                  | Episode: "Look Out, Here Comes Arnie" |
| 1966      | Way...Way Out                         | Roger Carlyle, Anunciante da BBC |                                       |
| 1971      | Julia                                 | The M.C.                         | Episode: "Swing Low, Sweet Charity"   |
| 1971      | The Love Machine                      | Newcaster                        |                                       |
| 1972      | The Rookies                           | Bevins                           | Episode: "Dead, Like a Lost Dream"    |
| 1976-1978 | Police Story                          | News Commentator / TV Host       | 2 Episodes                            |
| 1977      | Switch                                | Entrevistador de TV              | Episode: "Dancer"                     |
| 1978      | The Hardy Boys/Nancy Drew Mysteries   | Newscaster                       | Episode: "Sole Survivor"              |
| 1988      | The Serpent and the Rainbow           | Newcaster                        |                                       |
| 1998      | Moby Dick                             | Shantyman                        | 2 Episodes                            |
| 2006      | Commander in Chief                    | Âncora da BBC                    | Episode: "The Elephant in the Room"   |
| 2011      | Green Lantern: Emerald Knights        | Ganthet (voice)                  | Direct-to-video                       |
| 2011      | Green Lantern: Rise of the Manhunters | Ganthet (voice)                  | Video game                            |
| 2012-2013 | Batman: The Dark Knight Returns       | Alfred Pennyworth (voice)        | Direct-to-video                       |